# Canton de Maure-de-Bretagne
Le canton de Maure-de-Bretagne est une ancienne division administrative française, située dans le département d'Ille-et-Vilaine et la région Bretagne.

## Composition
Le canton de Maure-de-Bretagne regroupe les communes suivantes :
| Nom                           | Code Insee | Intercommunalité                        | Superficie (km2) | Population (dernière pop. légale) | Densité (hab./km2) |
| ----------------------------- | ---------- | --------------------------------------- | ---------------- | --------------------------------- | ------------------ |
| Maure-de-Bretagne (chef-lieu) | 35168      | CC Vallons de Haute-Bretagne Communauté | 66,76            | 3 370 (2014)                      | 50                 |
| Bovel                         | 35035      | CC Vallons de Haute-Bretagne Communauté | 14,60            | 607 (2014)                        | 42                 |
| Les Brulais                   | 35046      | CC Vallons de Haute-Bretagne Communauté | 11,96            | 516 (2014)                        | 43                 |
| Campel                        | 35048      | CC Vallons de Haute-Bretagne Communauté | 11,10            | 492 (2014)                        | 44                 |
| La Chapelle-Bouëxic           | 35057      | CC Vallons de Haute-Bretagne Communauté | 20,66            | 1 380 (2014)                      | 67                 |
| Comblessac                    | 35084      | CC Vallons de Haute-Bretagne Communauté | 17,23            | 706 (2014)                        | 41                 |
| Loutehel                      | 35160      | CC Vallons de Haute-Bretagne Communauté | 7,21             | 257 (2014)                        | 36                 |
| Mernel                        | 35175      | CC Vallons de Haute-Bretagne Communauté | 17,37            | 1 039 (2014)                      | 60                 |
| Saint-Séglin                  | 35311      | CC Vallons de Haute-Bretagne Communauté | 9,40             | 530 (2014)                        | 56                 |

## Représentation

### Conseillers généraux de 1833 à 2015
- De 1833 à 1848, les cantons de Maure et de Pipriac avaient le même conseiller général. Le nombre de conseillers généraux était limité à 30 par département[2].

| Période | Période      | Identité                                    | Étiquette                | Qualité |
| ------- | ------------ | ------------------------------------------- | ------------------------ | --- |
| 1833    | 1839 (décès) | Mathurin Pierre Marie Ropert                |                          | Chef d'escadron en retraite Ancien Sous-Préfet de Redon Maire de Saint-Séglin                                                                                     |
| 1839    | 1848         | Comte Joseph De Fermon des Chapellières     | Majorité gouvernementale | Député de Loire-Inférieure (1831-1834), propriétaire à Redon |
| 1848    | 1856         | Cyr Charles Hyacinthe Briot                 |                          | Propriétaire, maire de Maure-de-Bretagne (vers 1848) |
| 1856    | 1900 (décès) | Louis Charles de la Vigne                   | Droite                   | Avocat, propriétaire du château de la Lohière,maire de Loutehel                                                                                                   |
| 1900    | 1913         | François Barbotin                           | Droite                   | Maire de Maure-de-Bretagne (1870-1915), conseiller d'arrondissement - Député d'Ille-et-Vilaine (1889-1893)                                                        |
| 1913    | 1919         | Camille Lagrée (1861-1929)                  | Act.lib.                 | Maire de Maure-de-Bretagne (1925-1929) |
| 1919    | 1937         | Maurice de Jacquelin-Dulphé (1881-1950)     | URD                      | Ancien lieutenant de dragons, maire de Campel |
| 1937    | 1940         | Joseph Lagrée (1900-1978, fils de C.Lagrée) | PSF                      | Avocat Maire de Maure-de-Bretagne (1929-1959) Nommé conseiller départemental en 1943                                                                              |
|         |              |                                             |                          | |
| 1945    | 1964         | Joseph Lagrée                               | DVD                      | Maire de Maure-de-Bretagne (1929-1959) |
| 1964    | 1986 (décès) | Ange Barré (1923-1986)                      | MRP>CD>UDF-CDS           | Employé de banque Adjoint au Maire de Maure-de-Bretagne |
| 1986    | 1994         | Georges François                            | UDF-PR                   | Pharmacien - Maire de Maure-de-Bretagne |
| 1994    | 2008         | Marcel Joly                                 | UDF                      | Journaliste Maire de Comblessac (1983-1995) |
| 2008    | 2015         | Pierre-Yves Reboux                          | MoDem/Maj dép. puis PRG  | Arboriculteur Maire-adjoint des Brulais (2001-2014) Président de Maure-de-Bretagne communauté (2001-2013) Conseiller municipal de Maure-de-Bretagne (depuis 2014) |

En 2015, le canton de Maure-de-Bretagne fusionne avec le canton de Guichen.

### Résultats électoraux
Élections cantonales, résultats des deuxièmes tours :
- Élections cantonales de 2001 : 57,13 % pour Marcel Joly (UDF), 42,87 % pour Pierre-Yves Reboux (sans étiquette), 67,33 % de participation[9].
- Élections cantonales de 2008 : 51,47 % pour Pierre-Yves Reboux (MoDem), 48,53 % pour Roger Morazin (PS), 74 % de participation[10].

### Conseillers d'arrondissement de 1833 à 1940
| Période                                  | Période          | Identité                                                | Étiquette              | Qualité |
| ---------------------------------------- | ---------------- | ------------------------------------------------------- | ---------------------- | --- |
| 1833                                     | 1839             | Aimé Jean-Baptiste Noël Audicq (1786-1867)              |                        | Négociant à Rennes                                                                                                  |
| 1839                                     | 1842             | Jean François de Sales Le Masne de Chermont (1773-1843) |                        | Ancien directeur de la Bergerie de l'ouest, ancien maire du Cellier (Loire-Inférieure), propriétaire à Saint-Séglin |
| 1845                                     | 1848             | Jean Michel Lebreton (1796-1879)                        |                        | Notaire, adjoint au maire de Maure-de-Bretagne                                                                      |
|                                          |                  |                                                         |                        | |
|                                          | 1900 (démission) | François Barbotin                                       | Droite                 | Maire de Maure-de-Bretagne (1870-1915) - Député d'Ille-et-Vilaine (1889-1893)                                       |
|                                          |                  |                                                         |                        | |
| 1904                                     | 1919             | Henry Jehannot de Penquer                               | Conservateur Royaliste | Propriétaire à Maure-de-Bretagne                                                                                    |
| 1919                                     | 1934             | Jean-Marie Barré père                                   | RG                     | Maire de Maure-de-Bretagne (1915-1925)                                                                              |
| 1934                                     | 1940             | M. Barré fils                                           | RG-Libéral             | |
| 1940                                     |                  |                                                         |                        | Les conseils d'arrondissement ont été suspendus par la loi du 12 octobre 1940 et n'ont jamais été réactivés         |
| Les données manquantes sont à compléter. |                  |                                                         |                        | |

## Démographie
| 1962  | 1968  | 1975  | 1982  | 1990  | 1999  | 2006  | 2011  | 2012  |
| ----- | ----- | ----- | ----- | ----- | ----- | ----- | ----- | ----- |
| 6 765 | 6 457 | 6 115 | 5 977 | 6 148 | 6 278 | 7 625 | 8 515 | 8 634 |